# Vuelo 117 de Singapore Airlines
El 26 de marzo de 1991, el vuelo 117 de Singapore Airlines fue secuestrado en vuelo por cuatro Pakistaníes. Después de que el avión aterrizase en Singapur, al no ver cumplidas sus demandas, los secuestradores amenazaron con matar a los rehenes; si bien antes de que expirase el plazo límite, las fuerzas especiales tomaron el avión, matando a los secuestradores y liberando a todos los rehenes ilesos. Este fue el primer y único secuestro de un avión de Singapore Airlines.

## Cronología
El avión, un Airbus A310 con registro 9V-STP, había despegado del aeropuerto Sultán Abdul Aziz Shah en Subang cerca de Kuala Lumpur, Malasia a las 21:15 SST, con 114 pasajeros y once tripulantes a bordo. El avión fue secuestrado en mitad del vuelo al aeropuerto de Singapur Changi por cuatro pakistaníes. Los secuestradores contaban con explosivos y cuchillos pero no con armas de fuego. Aterrizó en el aeropuerto de Changi a las 22:15, donde un grupo de miembros del Ministerio de Defensa, Ministerio de Interior y Ministerio de Información, Comunicaciones y Artes, junto con representantes de Singapore Airlines junto a un equipo de negociación lo estaban esperando.
Los secuestradores, quienes afirmaron ser miembros del Partido del Pueblo de Pakistán (PPP), exigieron la liberación del marido de la antigua Primer Ministro de Pakistán Benazir Bhutto, Asif Ali Zardari (posteriormente elegida Presidente de Pakistán), así como otros miembros también en prisión del PPP. Los secuestradores también exigieron que el avión fuese repostado para poder volar a Australia. En la madrugada siguiente, 27 de marzo, a las 02:30, los secuestradores liberaron a dos azafatas después de que el avión fuese trasladado a una plataforma externa.
A las 06:45, los secuestradores dieron un ultimátum de cinco minutos, y amenazaron con matar a un rehén cada diez minutos hasta que se vieran cumplidas sus demandas. A falta de tres minutos, se dio orden de iniciar el asalto: las fuerzas especiales de Singapur (SAF CDO FN) tomaron el avión en treinta segundos, matando a los cuatro secuestradores sin registrar ninguna baja entre los rehenes. El líder de los secuestradores había recibido cinco tiros en el pecho pero continuaba vivo. Entonces intentó ponerse en pie y activar su explosivo pero uno de los miembros de las fuerzas especiales le derribó de un tiro antes de que pudiera hacerlo. El avión fue completamente asegurado a las 06:50.

## Aeronave
El avión secuestrado había sido entregado a Singapore Airlines el 22 de noviembre de 1988, y continuó en servicio activo hasta diez años después del secuestro, hasta ser adquirido por la compañía española Air Plus Comet el 11 de mayo de 2001. El avión fue completamente pintado de blanco y cambió su registro por el EC-HVB. El 31 de mayo de 2003, fue retirado del servicio y almacenado en el Puerto Aeroespacial de Mojave en los Estados Unidos. El 25 de abril de 2005, el avión fue desguazado en el Puerto Aeroespacial de Mojave, luego de 14 años y 9 meses de servicio.
En 2010, el registro del A310 secuestrado, 9V-STP, fue reutilizado en un Airbus A330-300. En 2016, el avión fue retirado y devuelto a la compañía de leasing.